# Chiesa di San Vincenzo Ferrer (Siligo)
La chiesa di San Vincenzo Ferrer è una chiesa campestre situata in territorio di Siligo, centro abitato della Sardegna nord-occidentale. Consacrata al culto cattolico, fa parte della parrocchia di San Vittoria, arcidiocesi di Sassari.
La chiesa sorge a circa te chilometri dal paese. Risale al secolo XVII ed era in antichità la chiesa parrocchiale del villaggio scomparso di Villanova Montesanto. L'edificio subì col tempo diversi interventi di restauro l'ultimo dei quali effettuato nel 1968.

La chiesa è a navata unica, coperta con volta a botte; le pareti laterali sono sostenute da ampi contrafforti.

Qui, dedicata al santo, si svolge nell'ultima settimana di agosto la più importante festa religiosa del paese.